# Radoszyce
Radoszyce – miasto w Polsce położone w województwie świętokrzyskim, w powiecie koneckim.
Miasto jest siedzibą władz gminy miejsko-wiejskiej Radoszyce oraz parafii Świętych Apostołów Piotra i Pawła.
W latach 1975–1998 położone w województwie kieleckim. Należy do ziemi sandomierskej, będącej częścią historycznej Małopolski.
Nazwa miejscowości  jest patronimiczno-dzierżawczą i najprawdopodobniej wywodzi się od imienia Rados lub Radosz, do którego należały okoliczne ziemie.

## Historia
W okresie poprzedzającym ukształtowanie się państwowości polskiej, osada leżała na pograniczu Małopolski i Wielkopolski. Dokładna data powstania Radoszyc nie jest znana, ale jak pisze S. Orgelbrand w Encyklopedii Powszechnej z 1884 r.   "Radoszyce to osada bardzo starożytna". Po raz pierwszy Radoszyce są wymienione w 1364 roku w dokumencie biskupa Jarosława Bogorii. Jan Długosz przypisywał założenie miasta Kazimierzowi Wielkiemu, jednak po raz pierwszy wójt Radoszyc jest wzmiankowany w 1400 roku, a więc w czasach panowania Władysława Jagiełły. Najstarszy zapis poświadczający o długiej historii osady stanowi data opisowa fundacji kościoła, pierwotnie kaplicy myśliwskiej św. Huberta, „Ecclesia Haec Fundate Anno Domini Millesimo Quarto”. Radoszyce były miastem królewskim Korony Królestwa Polskiego. Za czasów Długosza było tutaj 12 łanów miejskich oddających dziesięcinę prebendzie Jaszkowskiej, przy katedrze sandomierskiej. Łany wójtowskie oddawały dziesięcinę plebanowi w Opocznie.
W 1411 r. w Radoszycach zatrzymał się król Władysław Jagiełło, udający się na wyprawę przeciwko Krzyżakom, który obchodził tu święto Trzech Króli. W 1425 r. zatrzymał się tu ponownie jadąc z Wielkopolski na Ruś.  W 1428 roku uzyskały prawo składu. W 1428 r. król najprawdopodobniej przeniósł Radoszyce z prawa polskiego na prawo magdeburskie i nadał miastu prawo do dwóch jarmarków: w poniedziałek po Narodzeniu N.P. i na św. Dorotę. W 1450 r. w Radoszycach zatrzymał się król Kazimierz Jagiellończyk, a przez pewien czas w Radoszycach przebywały też królewskie córki, prawdopodobnie chroniąc się przed zarazą (cholera). W 1456 r. Kazimierz Jagiellończyk potwierdził przywileje nadane przez poprzedników, zwolnił mieszczan od wszelkich ceł w kraju i wydał pozwolenie na zakup soli w królewskich żupach. W XV w. odbywały się w Radoszycach roki sądowe grodzkie.
Według lustracji z 1564 r. miasto należało do starostwa chęcińskiego, a przyległe wsie Radoska i Grodzisko pełniły rolę jego przedmieść. Funkcjonowały dwa młyny, a w królewskim lesie znajdowało się 6 hut (5 czynnych).
W okresie potopu szwedzkiego stanowiły teatr działań wojennych armii Rzeczypospolitej oraz sprzymierzonych armii najeźdźczych Szwecji i Siedmiogrodu. W 1656 roku miasto zostało zajęte przez wojska szwedzkie. W czasie wojen wraz z oddziałami walczącymi z najeźdźcą przemaszerował przez Radoszyce król Jan Kazimierz, a w m.in. w obronie Krakowa brała udział sandomierska piechota łanowa, a więc mieszczanie i chłopi radoszyccy. Okres potopu przyniósł mieszkańcom ogromne koszty związane z pobytem najeźdźcy (Karol Gustaw m.in. przebywał w Radoszycach i stąd wydał rozkaz opanowania przez Szwedów przepraw przez Bug i Narew, a przybyłe mu na pomoc wojska siedmiogrodzkie Jerzego II Rakoczego przedłużyły ten proceder), jak i sprzymierzeńców Rzeczypospolitej. Do najważniejszych szkód należy zaliczyć upadek gospodarczy, rabunki, dewastacje pól, rekwizycję mienia, pustoszenie miasta oraz częściowe jego spalenie przez najeźdźcę. Z kolei przemarsz jednostek sojuszniczych Rzeczypospolitej (np. spieszących z odsieczą oddziałów tatarskich czy wojsk cesarza Leopolda) wiązał się z całkowitym splądrowaniem miasta. Pauperyzacji ludności towarzyszyły szybko rozprzestrzeniające się choroby, w tym tzw. morowe powietrze.
Po wojnach szwedzkich w mieście zaczęła osiedlać się ludność żydowska. Pomiędzy chrześcijanami a żydami dochodziło do konfliktów o podłożu ekonomicznym, związanych z przejmowaniem przez Żydów handlu i rzemiosła, a także dumpingu, czego konsekwencją była uchwała burmistrza i Rady Miasta z 1740 r. Rada pod karą 40 grzywien, a nawet konfiskaty majątku, zakazała wówczas sprzedaży i zastawu domów Żydom. W czasie wojny konfederackiej (1768-1774) starostwo radoszyckie stało się polem potyczek wojsk polskich, rosyjskich i pruskich.
W 1787 r. w Radoszycach przebywał król Stanisław August Poniatowski, który wracając z Krakowa zatrzymał się, by obejrzeć miejscowe fabryki żelazne piece i fryszerki. W 1788 r. król potwierdził dla Radoszyc prawo magdeburskie. Na sejmie z lat 1773–1775 Radoszyce wraz ze starostwem radzickim przekazano rodowi Małachowskich. W 1784 r. Radoszyce administracyjnie należące do powiatu chęcińskiego w województwie sandomierskim, nadal były własnością rodu Małachowskich, co potwierdza wpis w regestrze diecezji, w którym jako właściciel figuruje Małachowski, podkanclerzy koronny.
16 listopada 1794 r. w okolicach wsi Jakimowice nieopodal Radoszyc rozegrał się epilog polskiego powstania narodowego przeciw Rosji i Prusom tzw. insurekcji kościuszkowskiej. Wszystkie te wydarzenia sprawiły, że wiek XVIII należy uznać za upadek dotychczas zamożnego i dobrze prosperującego ośrodka hutniczo-rzemieślniczego. W wyniku III rozbioru Polski w 1795 r.  miasto znalazło się pod zaborem austriackim. Po likwidacji Księstwa warszawskiego i powstaniu listopadowym miasto znalazło się w zaborze rosyjskim. W okresie powstania styczniowego mieszkańcy aktywnie manifestowali patriotyzm: chłopi nie płacili Imperium Carskiemu podatków, bojkotowano carskie zarządzenia, wyrabiano kosy dla powstańców oraz aktywnie wspierano cywilną organizację powstańczą.  22 stycznia 1863 r. ludność wzięła udział w zrywie, za co dekretem carskim 13 stycznia 1870 Radoszyce utraciły prawa miejskie. W 1921 roku ludność żydowska stanowiła w Radoszycach około 38% ogółu mieszkańców.
W 1939 roku Radoszyce zostały zbombardowane przez lotnictwo niemieckie, a miejscowość już 6 września została zajęta przez niemiecką jednostkę specjalną Einsatzkommando, a po 10 września przyłączona do dystryktu radomskiego Generalnej Guberni.
Podczas okupacji hitlerowskiej, 5 kwietnia 1941 roku Niemcy utworzyli getto dla żydowskich mieszkańców w rejonie ulic Kościuszki, Ogrodowej, Karola i Kościelnej. Przebywało w nim około 4000 Żydów. W listopadzie 1942 zostali wywiezieni do obozu zagłady Treblinka II i tam zamordowani.
2 września 1944 r. Niemcy spacyfikowali i spalili miejscowość. Do dziś nie ustalono dokładnych danych poległych w czasie potyczki mieszkańców, partyzantów oraz Niemców, a prezentowane w różnych opracowaniach dane znacznie się różnią.
1 stycznia 2018 Radoszyce restytuowano jako miasto.

## Zabytki
- Kościół pw. św. Apostołów Piotra i Pawła z I połowy XVII w., rozbudowany w 1846 r., wpisany do rejestru zabytków nieruchomych (nr rej.: A.493 z 26.02.1957 i z 15.06.1967)[21]
- kolumna przydrożna wykonana w 1610 r., przeniesiona obecnie na teren cmentarza parafialnego
- ruiny zamku w Radoszycach zbudowanego przez Władysława Jagiełłę, który był w nim 14 razy (ocalały fragment nazywany jest "Winiarnią")[22]. Obecnie ma wymiary 6,5x10,75 m i jest tylko zachodnią częścią dawnego Domu Zamkowego, który dawniej miał długość 32,5 metra. Lico muru ozdobione jest gotycką zendrówką[22].  Osobny artykuł: Zamek w Radoszycach.
- lamus dworski z około 1600 roku, murowany z kamienia o wymiarach 6,8 m, zachowana renesansowa kamieniarka, dwa piaskowcowe ościeża i piaskowcowe obramienia obu okien[22]. Budynek od lat 70. XX wieku jest połączony z magazynem. Lamus renesansowy znajduje się obok budynku dworskiego pod adresem Spółdzielcza 34.
- budynek dworski z przełomu XIX i XX wieku
- cmentarz parafialny
- cmentarz żydowski
- Kapliczka św. Barbary z 1929 roku, ul. Piotrkowska 23

## Sport
W Radoszycach działa klub piłki nożnej GKS Partyzant Radoszyce założony w 1947 r. W 2008 r. drużyna przygotowywana przez trenera Jarosława Komisarskiego po raz pierwszy wywalczyła awans do IV ligi. Największym sukcesem klubu był awans do III ligi w sezonie 2013/2014.

## Galeria

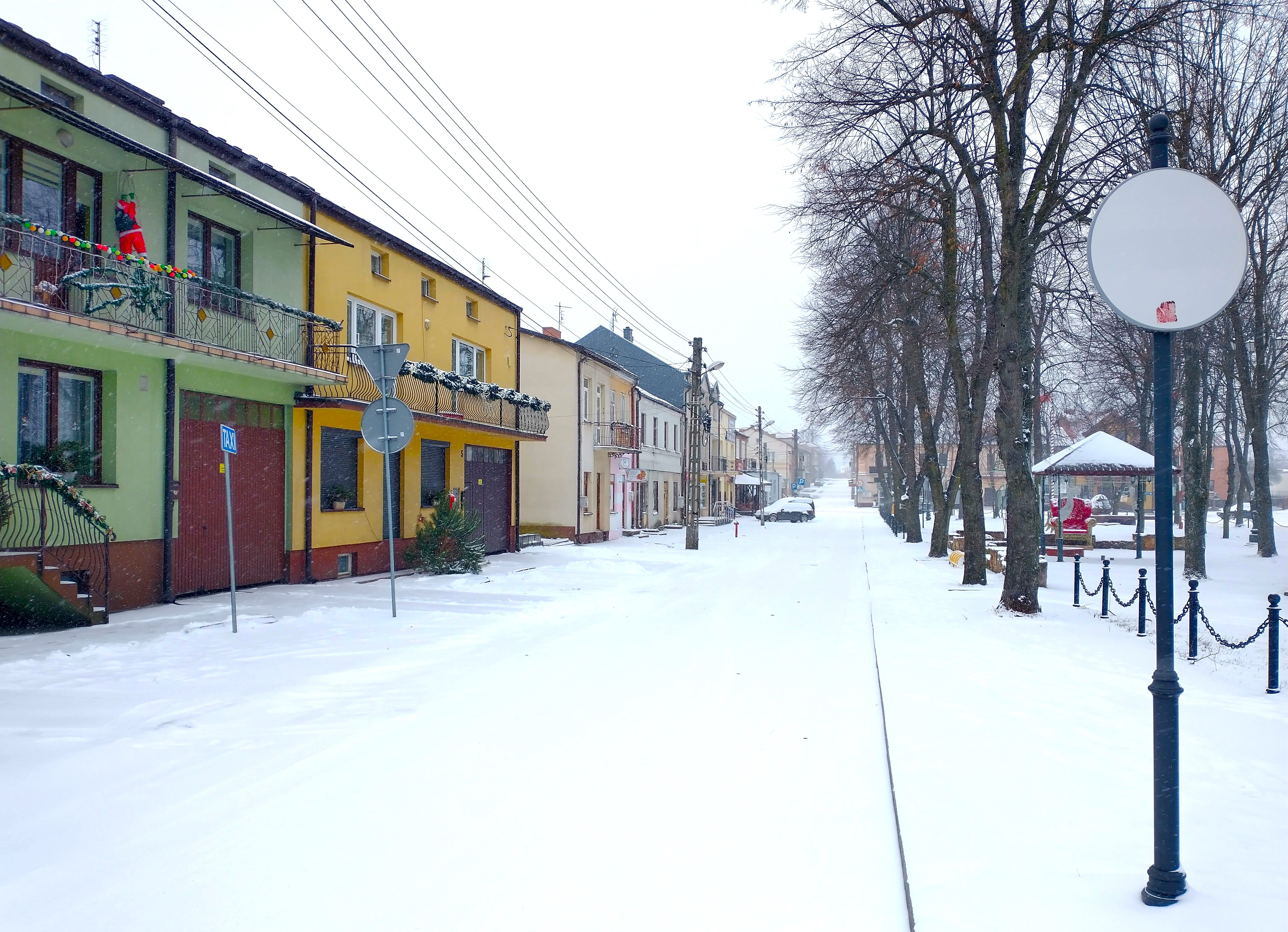
Fragment zabudowy rynku
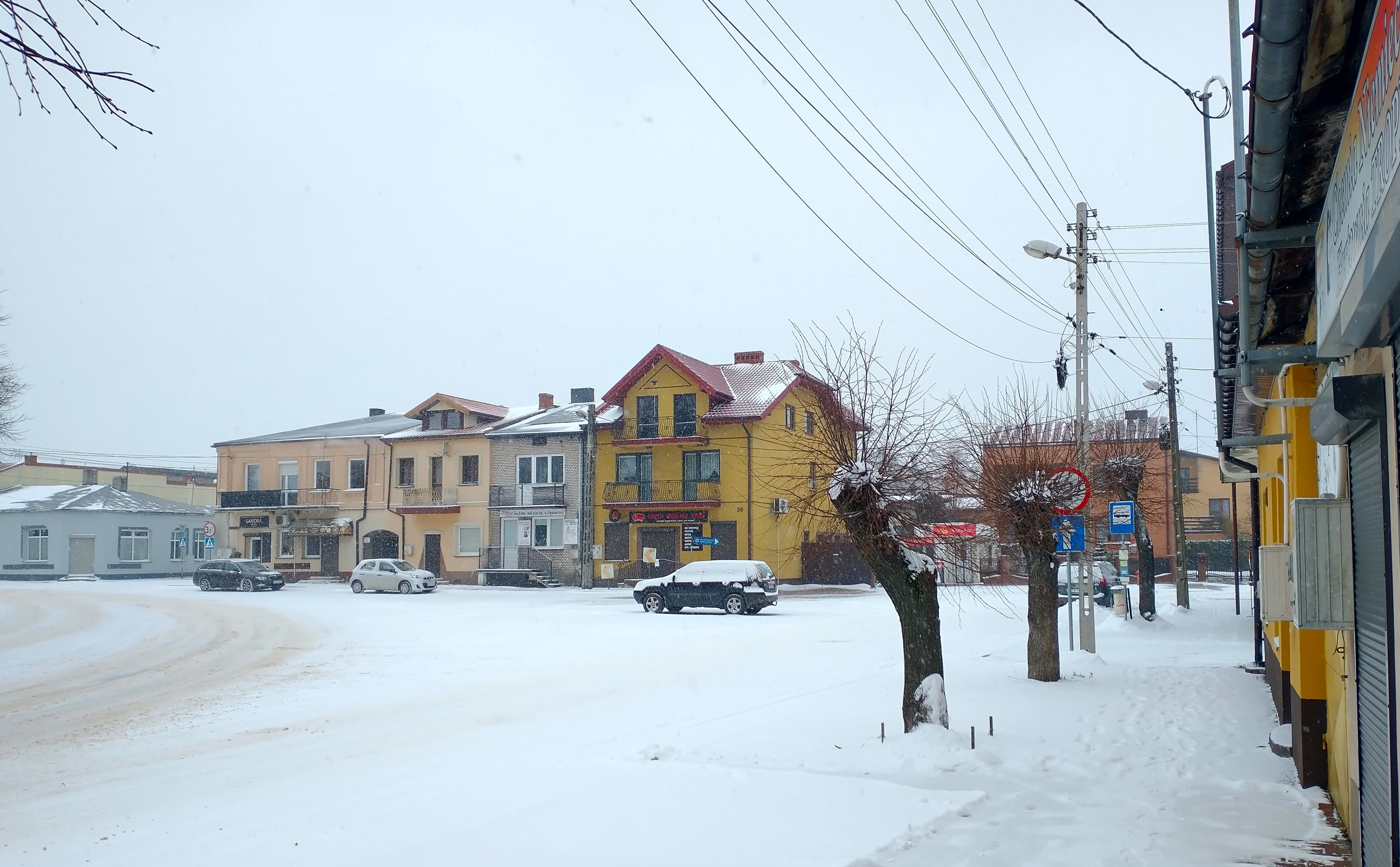
Fragment zabudowy rynku
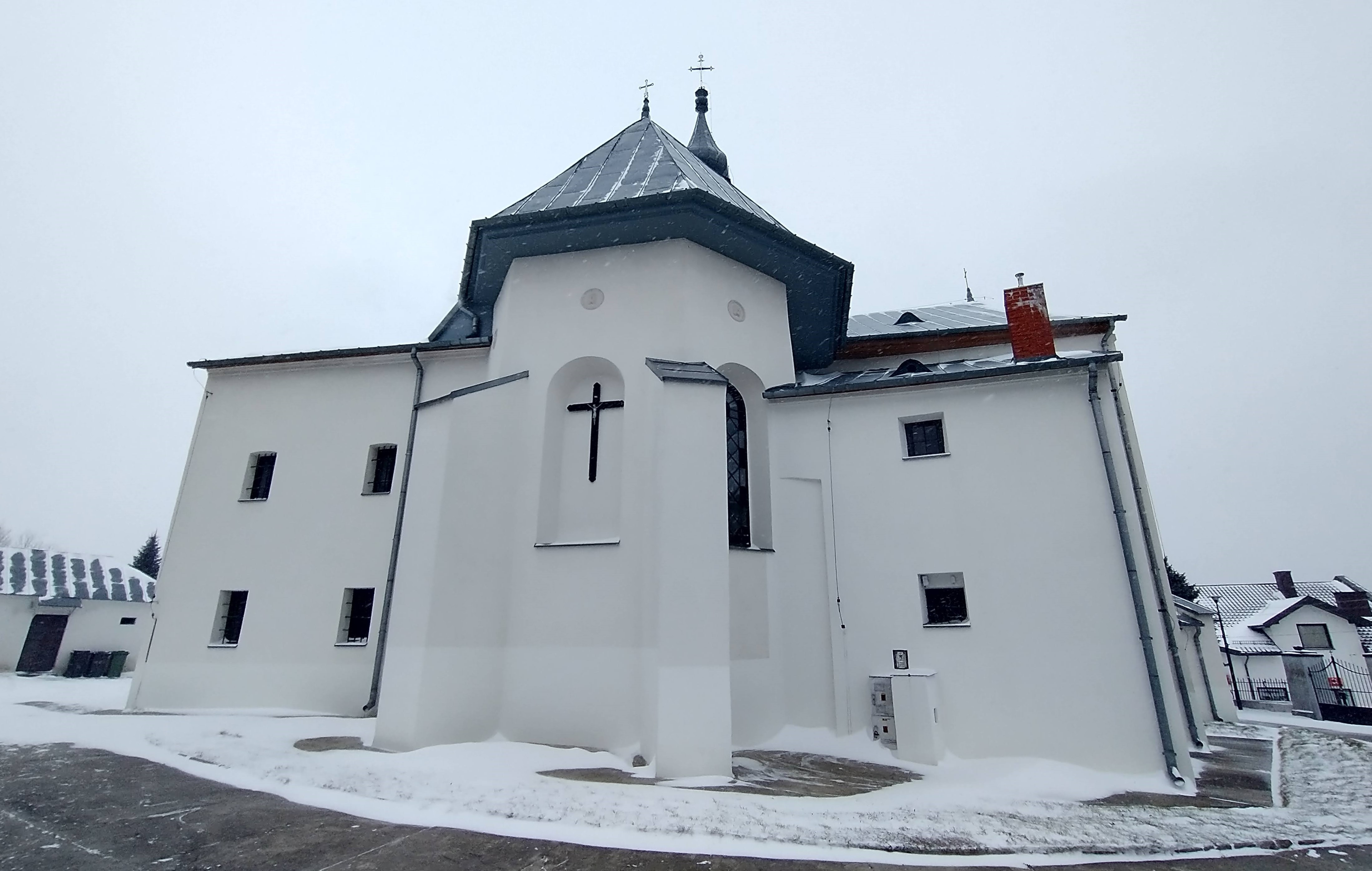
Prezbiterium kościoła